# 新妻は魔法少女
『新妻は魔法少女』（にいづまはまほうしょうじょ）は、2008年6月30日にTeriosよりファンクラブ会員専用ソフトとして発売された美少女アドベンチャーゲームである。

## 概要
Teriosファンクラブ会報「テリぱら」に付属する振込用紙で申し込む方式で通信販売され、一般向けには販売されなかった。

ゲームシステムはコマンド選択式で、オーソドックスなアドベンチャーゲームとなっている。

2002年に発売された『いきなりはっぴぃベル』と共通の世界観となっており、同じく聖エオリア学園を主舞台とし、数人のキャラクターが引き続き登場している。また『ANGELIUM -ときめきLOVE GOD-』『夏色☆こみゅにけ〜しょん♪』『はっぴぃプリンセス』などのTerios作品と関連した記述も存在する。

## あらすじ
舞こと魔女のマイアは、一人前の魔女になるための通過儀礼である、人間界で100人の人を幸せにするため、人間界で1人頑張っていた。魔法を使う所をうっかり日々野幸太郎に見られてしまったが、動じずに認めてくれた幸太郎に惹かれ、猛烈アタックの末についに結婚。教師と生徒という表向きの関係のため、なかなか深い仲になれない2人だったが、魔女界からやってきた彩理菜や杏の妨害を乗り越えて、愛を育むことができるのか…？

## 登場人物

### 主人公とヒロイン
※ヒロイン名の表記は、人間界での名前／魔女界での本名。
日々野 幸太郎（ひびの こうたろう）
聖エオリア学園の世界史教師。学生達には時になめられつつも人気がある。以前の職場・美珠学院で舞と出会って付き合いだしたが、聖エオリア学園へ転任することになり、引っ越して舞と一軒家で同居を始めた。2人だけの結婚式で永遠の愛を誓ったが、教師と生徒というお互いの立場から、周囲には兄妹ということにしている。両親は大学時代に事故で亡くなっており、その頃から一人暮らしだったため家事に慣れていて、料理は舞より上手い。
日々野 舞（ひびの まい）／マイア　声：金田まひる
魔女界の新人魔女。一人前の魔女になるための通過儀礼「人間界で100人の人を幸せにする」を果たすため、人間界へやってきた。最初は「月城 舞」と名乗っていたが、幸太郎と結婚して「日々野 舞」となる。幸太郎が聖エオリア学園へ転任したため、自分も魔法を使って転校した。学園では京子、奈留、デリ子とよく一緒にいる。真面目な性格で家事も頑張っているが、洗濯や掃除はできるものの料理は苦手。朝もなかなか起きられず、朝御飯や昼の弁当なども幸太郎に作らせてしまっている。
月城 彩理菜（つきしろ さりな）／サリナ　声：北都南
舞の母親。使い魔のアレクサンドルと共に魔法界からやってきて、「舞と幸太郎の仲を監視するため」と日々野家に居座り、学園でも魔法の力で新任化学教師となる。いたずら好きで、2人に様々な妨害を仕掛けてくる。自分を守るはずの夫（舞の父）が早々と他界してしまったため、「男は頼りにならない」と思っている。実は舞を幼少の頃から面白半分に魔法の実験台にしていたため、自身が娘に嫌われていることを知らず、それゆえに舞もこれまで幸太郎に「母親は死んだ」と嘘を吐いていたほどであった。
星影 杏（ほしかげ あん）／アン　声：海原エレナ
舞の幼なじみで親友。なかなか魔女界に帰って来ない舞に会いたくて人間界にやってきたが、幸太郎と結婚した事を知って激怒し、2人の仲を邪魔するため日々野家へ押しかけ同居。魔法を使って学園でも舞と同じクラスに転入した。礼儀正しい性格だが、舞を溺愛しているため幸太郎を敵視して突っかかっている。人間界での修行は既に済ませていて、魔法力は舞より上。

### サブキャラクター
後藤 美智子（ごとう みちこ）　声：海原エレナ
『いきなりはっぴぃベル』のヒロイン。学園の社会科教師で倫理担当。舞のクラス担任。おっとりした天然な性格で、学生達から人気がある。以前は婚約者がいたが別の女性と結婚してしまったらしい。同僚として幸太郎のことをいろいろ気にかけている。
佐々木 京子（ささき きょうこ）　声：北都南
『いきなりはっぴぃベル』のキャラクター。学園で舞と同級。頭が切れる委員長タイプで、授業では幸太郎に鋭い質問を浴びせる。
乱葉 奈留（らんば なる）　声：金田まひる
『いきなりはっぴぃベル』のキャラクター。学園で舞と同級。チビだが体育会系で運動が得意。
ラブ 佐池 デリ子（らぶ さいけ でりこ）　声：海原エレナ
『いきなりはっぴぃベル』のキャラクター。学園で舞と同級。帰国子女のハーフで、英語混じりのおかしな日本語で下ネタを連発する。
アレクサンドル・アレクサンドロフ　声：沖田高尾
彩理菜に仕える使い魔の黒猫。風貌はタヌキのように見える。前世は偉大な魔術師（だったと自称している）。彩理菜と共に人間界へやってきたが、舞と幸太郎の仲には無関心で、周囲の猫達とのアバンチュールを楽しんでいる。
『はっぴぃプリンセス 〜Another Fairytale〜』にも登場する。
清水 晶子（しみず あきこ）　声：飯田空
日々野家の隣家の奥さん。旦那は単身赴任中で、周囲には「奥さん」ではなく「晶子さん」と呼ばせている。そっくりの姉がいるらしい。おしゃべりで、舞や幸太郎はよく彼女の長話攻撃で引き留められてしまう。
水島 祐二（みずしま ゆうじ）　声：小池武蔵
舞のクラスメイト。イケメンで成績は良いが女たらしで、舞にいろいろちょっかいを出してくる。

## スタッフ
- 原画 - 横田守
- シナリオ - 坂元星日
- ディレクション - 松島詩史

## 主題歌
オープニングテーマ「Ha!!!ppiness」
作詞 - KOTOKO / 作曲 - 中沢伴行 / 編曲 - 中沢伴行、尾崎武士 / 歌 - Outer
※商品パッケージに同梱された「主題歌CD」に、フルバージョン、ショートバージョン、インストゥルメンタル、カラオケバージョンの4曲が収録されている。